# Вбивства на вулиці Морг (фільм, 1932)
«Вбивства на вулиці Морг» (англ. Murders in the Rue Morgue) — американський фільм жахів режисера Роберта Флорі. Фільм є адаптацією однойменного оповідання Едгара Аллана По і поставлений у традиціях німецького кіноекспресіонізму.

## Сюжет
XIX століття, Париж. Божевільний лікар Міракл, який живе на вулиці Морг, викрадає молодих жінок і проводить над ними нелюдські експерименти. Його метою є схрещування людини з горилою. Після введення крові примата в кровоносну систему жінок останні гинуть і Міракл викидає їхні трупи до Сени.
На ярмарку лікар показує горилу Еріка, що розмовляє, (на відміну від літературного першоджерела, де діяв орангутан). Серед глядачів — молода дівчина Камілла Л'Еспане та її наречений, студент-медик П'єр Дюпен, який підозрює Міракла у вбивствах. Камілла стає предметом бажання Еріка. Міракл вирішує цим скористатися і наказує горилі викрасти дівчину. Вночі мавпа пробирається до спальні Камілли і краде її. Дюпен, здогадавшись, що Каміллу викрав Міракл, звертається до префекта поліції та просить послати жандармів на її пошуки. У лабораторії Міракла Ерік, побачивши, що Каміллі загрожує небезпека з боку його господаря, вивільняється та вбиває лікаря. Потім, схопивши Каміллу, біжить із нею дахами Парижа. За звіром та його здобиччю прямує погоня на чолі з префектом та Дюпеном. Студент підіймається за Еріком на дах і пристрілює мавпу.

## В ролях
- Сідні Фокс — Камілла Л'Еспане
- Бела Лугоші — доктор Міракл
- Леон Еймс[en] — П'єр Дюпен
- Берт Роуч — Пол
- Бетті Росс Кларк[en] — мадам Л'Еспане
- Брендон Герст[en] — префект поліції
- Д'Арсі Корріган[en] — охоронець моргу
- Нобл Джонсон — Янос
- Арлін Френсіс[en] — вулична жінка
- Шарлотта Генрі[en] — блондинка (в титрах не зазначено)

## Факти
- Деякі епізоди прямо цитують фільм «Кабінет доктора Калігарі» (1920).
- Епізод зі знаходженням трупа дівчини на березі Сени є відсиланням до іншого оповідання «Таємниця Марі Роже[en]».
- В епізодах великих планів Еріка використовувалася справжня мавпа.
- Чарлз Гемора[en], який зіграв роль Еріка, багато разів грав мавп. Наприклад, у фільмах «Крик Африки[en]», «Дорога до Занзібару[en]», а також у ремейку цього фільму «Привид на вулиці Морг».
- У певному сенсі ця картина надихнула творців «Кінг-Конга». Наприклад, розстріл монстра на вершині величезної будівлі.
- Сам підтекст гібридизації людини з приматом, очевидно, запозичено з повідомлень про досліди професора Іллі Іванова.